# Marhof

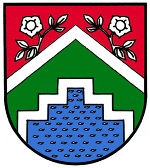
Wappen der früheren Gemeinde Marhof

Marhof ist ein Ort in der Weststeiermark in Österreich. Er war bis Ende 2014 eine Gemeinde mit 1048 Einwohnern (Stand: 31. Oktober 2013) im Bezirk Deutschlandsberg (Gerichtsbezirk Deutschlandsberg) in der Steiermark. Im Rahmen der steiermärkischen Gemeindestrukturreform wurde Marhof ab 2015 mit den Gemeinden Stainz, Stallhof, Stainztal, Rassach und Georgsberg zusammengeschlossen, die neue Gemeinde führt den Namen Stainz weiter. Grundlage dafür ist das Steiermärkische Gemeindestrukturreformgesetz – StGsrG.

## Geografie

### Lage
Marhof besteht aus vier Katastralgemeinden. Wichtigste Bäche sind der Theussenbach, der Sierlingbach und der Rainbach, die alle in den größten Bach des Gebietes, den Stainzbach münden. Wichtige Erhebungen sind der Rosenkogel (1362 m), Mothiltor (1240 m) und der im Grenzgebiet zu Kloster und Edelschrott liegende Reinischkogel (1463 m). Die Gesteine, auf denen Marhof liegt, gehören zum Koralmkristallin und sind wissenschaftlich eingehend untersucht.

### Nachbarorte
|                       | Greisdorf                                   | St. Stefan ob Stainz |
| Kloster / Edelschrott | Kompassrose, die auf Nachbargemeinden zeigt | Georgsberg           |
|                       | Bad Gams                                    | Stainz               |

## Geschichte
Erste, einzelne Funde auf dem Gemeindegebiet sind aus der Römerzeit erhalten, als hier die Noriker, ein keltischer Stamm, siedelten. Möglicherweise wurde die Heilquelle des heutigen Bad Sauerbrunn im Westen von Marhof bereits von den Römern genutzt.
Im 13. Jahrhundert wurde nordwestlich von Marhof oberhalb des Sauerbrunn- und Theußenbachgrabens die Burg Wessenstein erbaut. Urkundlich erwähnt wird sie erstmals 1245. Die Burg schützte dabei den Weg von Stainz über Herzogberg (Aiblwirt) oder zwischen Rosen- und Reinischkogel (Absetzwirt) bis zur Pack oder der Hebalm und nach Kärnten. Die erste urkundliche Erwähnung von Marhof stammt aus dem Jahr 1411, als über den „Maierhoif in S.Stephans pharr ob Stencz“ berichtet wurde.
Über die Mineralquellen und den Abbau von Stainzerplatten bei Marhof existiert eine kleine Erzählung von Peter Rosegger. Ihre (zunächst verkannte) Auffindung soll auf Hinweise zurückzuführen sein, den eine alte Frau dem Müller der (heute verfallenen) Sommermichelmühle zum Dank dafür gab, dass er ihr ein Maßl (ca. 1,4 l) Roggenmehl geschenkt hatte; der Abbau der als Baumaterial gut verwendbaren Stainzerplatten soll den Müller später reich gemacht haben.
Von 1870 bis 1935 lebte in Rachling, im heutigen Gemeindegebiet (damals noch Gemeinde Sierling), der bekannte Wunderheiler Johann Reinbacher vulgo Höllerhansl.

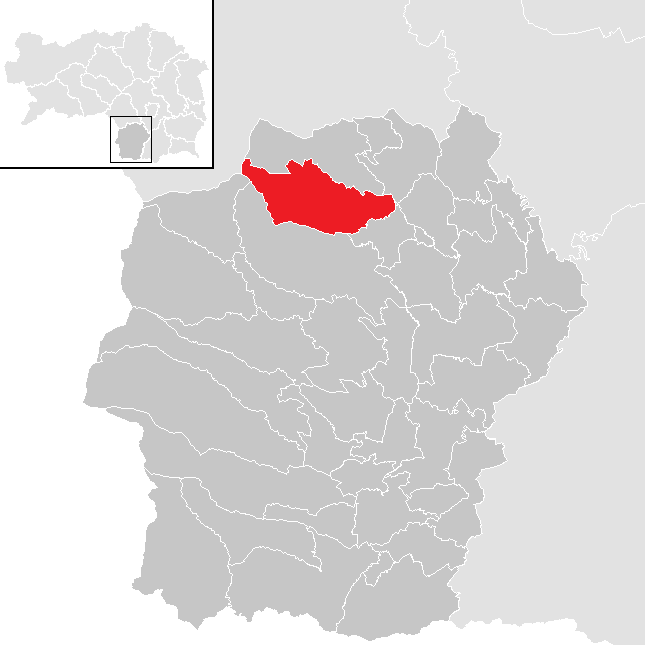
Lage der früheren Gemeinde Marhof im Bezirk Deutschlandsberg mit den Gemeindegrenzen bis Ende 2014

Die Gemeinde Marhof entstand mit 1. Jänner 1968 durch Zusammenlegung der bis dahin selbständigen Gemeinden Sierling und Trog sowie eines Teils der früheren Gemeinde Wald in Weststeiermark (Ortsteile Wald, Preisberg, Grünbaumgarten und Schönegg), und bestand in dieser Form bis 2014. Der Name der Gemeinde Wald war mit 1. Juni 1951 in Wald in Weststeiermark geändert worden.

### Sporiroaofen
Mit diesem Namen wird eine fast 120 m hohe senkrechte Felsformation aus Gneisschiefer im Westen von Marhof bezeichnet. Sie liegt auf einem felsigen Bergried (Bergrücken), der an der nordöstlichen Flanke des Reinischkogels zum Gebiet der Quellen von Sauerbrunn führt. Dieses Gebiet wird auch als Mausegg bezeichnet, es wird vom Stainzbach (früher Trogbach genannt) und vom Falleggbach begrenzt. Es wird dort eine Höhensiedlung aus prähistorischer Zeit erwähnt und der Sporiroaofen als wichtiger Wehrbau der Verteidigungslinie an den Osthängen der Koralpe genannt. Der Wehrbau wird dem Geschlecht der Panholzer zugeordnet, deren Namen auch die Panholzmühle am Falleggbach belegt. Reste von Schmelzöfen werden nicht nur als Hinweis auf Metallgewinnung, sondern auch als Werkzeugproduktions- oder -Reparaturstellen für Steinbruchwerkzeuge interpretiert. In einer Grotte wurden auch Funde aus dem Neolithikum gemacht.
Bei archäologischen Ausgrabungen zeigten sich Hinweise auf die späte Lasinja-Kultur und die Zeit um 1100 n. Chr. Belege für eine dichte Besiedelung ab dem Mittelalter liefern die Reste von etwa 32 Mühlen am Falleggbach und 35 Mühlen am Stainzbach. Mindestens eine Mühle war mit einer Säge verbunden.
Der Name leitet sich vom örtlichen Bauernhof Spori ab, der seinerseits auf die Funktion einer Sperre (auch Sporen, Krallen, Sporne) zurückgeführt wird. Das Wort „Roa“ (Rain) bezeichnet den Rand einer landwirtschaftlich genutzten Fläche, einen Feldrain. Als „Ofen“ wird im Südosten der Alpen auch eine schroffe Felsformation bezeichnet.

### Absetzwirt
Der Name „Absetzwirt“ zwischen Rosenkogel und Reinischkogel im Westen von Marhof an der Grenze zu Gams belegt das „Absetzen“ (Abladen) von (Trag-)Lasten. Der Absetzwirt war ein Ort, an dem Lasttransporte eine Ruhepause einlegten oder an dem Lasten von einem Transportmittel auf ein anderes umgeladen wurden. Dies deswegen, weil nicht allen Fuhrleuten erlaubt war, den Bereich ihrer Grundherrschaft zu verlassen und daher Transporte an Grenzen an andere Transporteure übergeben werden mussten.

### Tropfsteinhöhle
1953 wurde bei Sprengarbeiten im Steinbruch der Agrarbehörde im Sauerbrunngraben nahe dem damaligen Heilbad eine Höhle mit Tropfsteinen zugänglich. Sie wurde als reichverzweigtes Höhlensystem beschrieben, das sich ca. 150 m in den Berg hineinzog.
Die Höhle ist nicht öffentlich zugänglich. Im Gestein der Höhle wurden Mineralien gefunden, die untypisch für die Entstehung und Lage dieser Höhle sind. Im Jänner 2025 wurden bei einer nochmaligen Befahrung weitere Handstücke gesammelt, die einer eingehenden mineralogischen Untersuchung unterzogen werden. Die Höhle endete nach ca. 100 m in einem Versturz (zusammengebrochenes Felsmaterial).

## Bevölkerung

### Bevölkerungsstruktur
Marhof hatte laut Volkszählung 2001 1.063 Einwohner. 99,0 % der Bevölkerung besaßen die österreichische Staatsbürgerschaft. Zur römisch-katholischen Kirche bekannten sich 91,6 % der Einwohner, 4,5 % waren ohne religiöses Bekenntnis.

### Bevölkerungsentwicklung
Die Einwohnerzahl von Marhof blieb lange Zeit relativ konstant. Seit 1971 bewegt sich die Bevölkerungszahl jedoch kontinuierlich leicht nach unten.

## Wirtschaft und Infrastruktur
Laut Arbeitsstättenzählung 2001 gab es 31 Arbeitsstätten mit 140 Beschäftigten in Marhof sowie 377 Auspendler und 74 Einpendler. Es gibt 115 land- und forstwirtschaftliche Betriebe (davon 21 im Haupterwerb), die zusammen 1.577 ha bewirtschaften (1999).
Die Verkehrserschließung erfolgt über die Landesstraße L 684, die die Gemeinde über Stainz an die Radlpassstraße B 76 anbindet.

### Sommermichl-Kapelle
Diese Kapelle wurde 1886 in klassizistischem Stil gebaut und ist der Hl. Maria geweiht. Sie befindet sich im Ortskern von Marhof auf 413 m Seehöhe ⊙. Im Inneren befinden sich eine Marienstatue und 14 Kreuzwegbilder. Seit 1911 besteht eine Berechtigung zur Abhaltung von Messfeiern (Messlizenz), danach wurde lange Zeit jeden Montag dort eine Hl. Messe gefeiert, auch Maiandachten und die österliche Speisensegnung finden dort statt. 1924 wurde eine Glocke aufgezogen. 2024 wurden Turm und Mauern ausgebessert und die Glocke überarbeitet.

## Politik

### Gemeinderat
Bei den Gemeinderatswahlen 2005 konnte die SPÖ der ÖVP in Marhof die Vormachtstellung entreißen, wobei sie stark von den Verlusten der ÖVP und den Stimmen der FPÖ profitierte, die nicht mehr antrat. Ein Plus von 20,62 % bedeutete insgesamt 63,90 % und den Zugewinn von drei Mandaten. Die ÖVP schrumpfte hingegen um 12,50 % auf 36,10 %, was einen Verlust von zwei Mandaten bedeutete.

### Wappen
Das Recht zur Führung des Gemeindewappens wurde der damaligen Gemeinde Marhof am 16. Juni 2002 verliehen. Der Entwurf stammt von Gernot Obersteiner aus dem Steiermärkischen Landesarchiv. Es zeigt im unteren Wappenbereich einen blauen, silbern gefluteten Schildfuß, der die Heilquelle von Sauerbrunn symbolisiert. Darüber befindet sich gezinnte, grüne und silbern bordierte Sparren, die für die frühere Burg Wessenstein (siehe Geschichte) stehen. Aus dem oberen Sparrenbord wachsen auf rotem Grund zwei silberne Rosen, die den Rosenkogel symbolisieren. Die sechs Rosenblätter der Zweige stehen für die sechs Ortschaften der Gemeinde: Angenofen, Rainbach, Sierling, Teufenbach, Trog und Wald in der Weststeiermark.

## Kultur und Sehenswürdigkeiten
Siehe auch: Liste der denkmalgeschützten Objekte in Stainz

## Historische Landkarten

Das Gebiet von Marhof und seine Umgebung in den drei Landesaufnahmen in der Zeit von ca. 1789 bis 1910
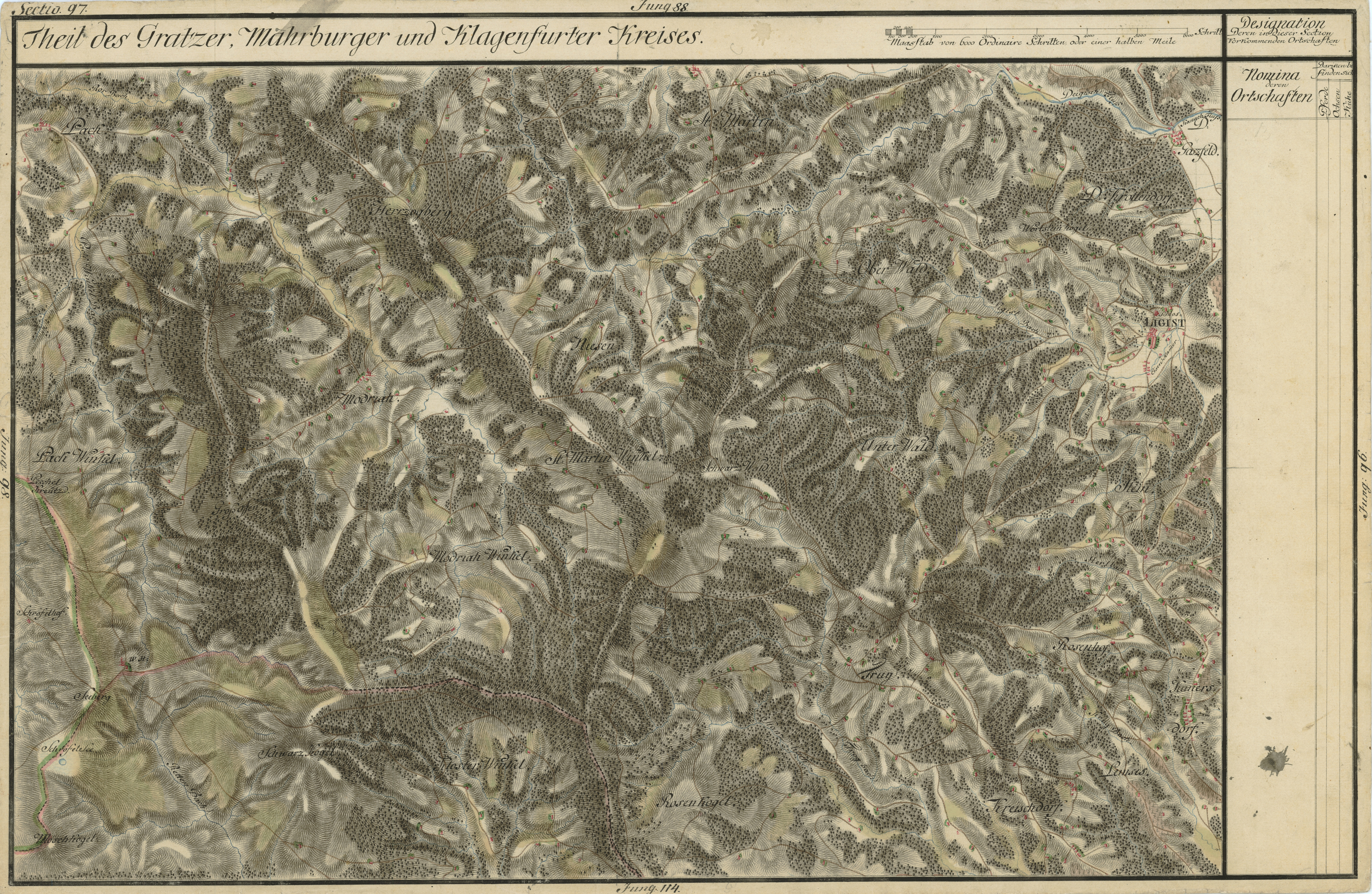
Das Gebiet nördlich von Marhof in der Josephinischen Landesaufnahme, ca. 1789
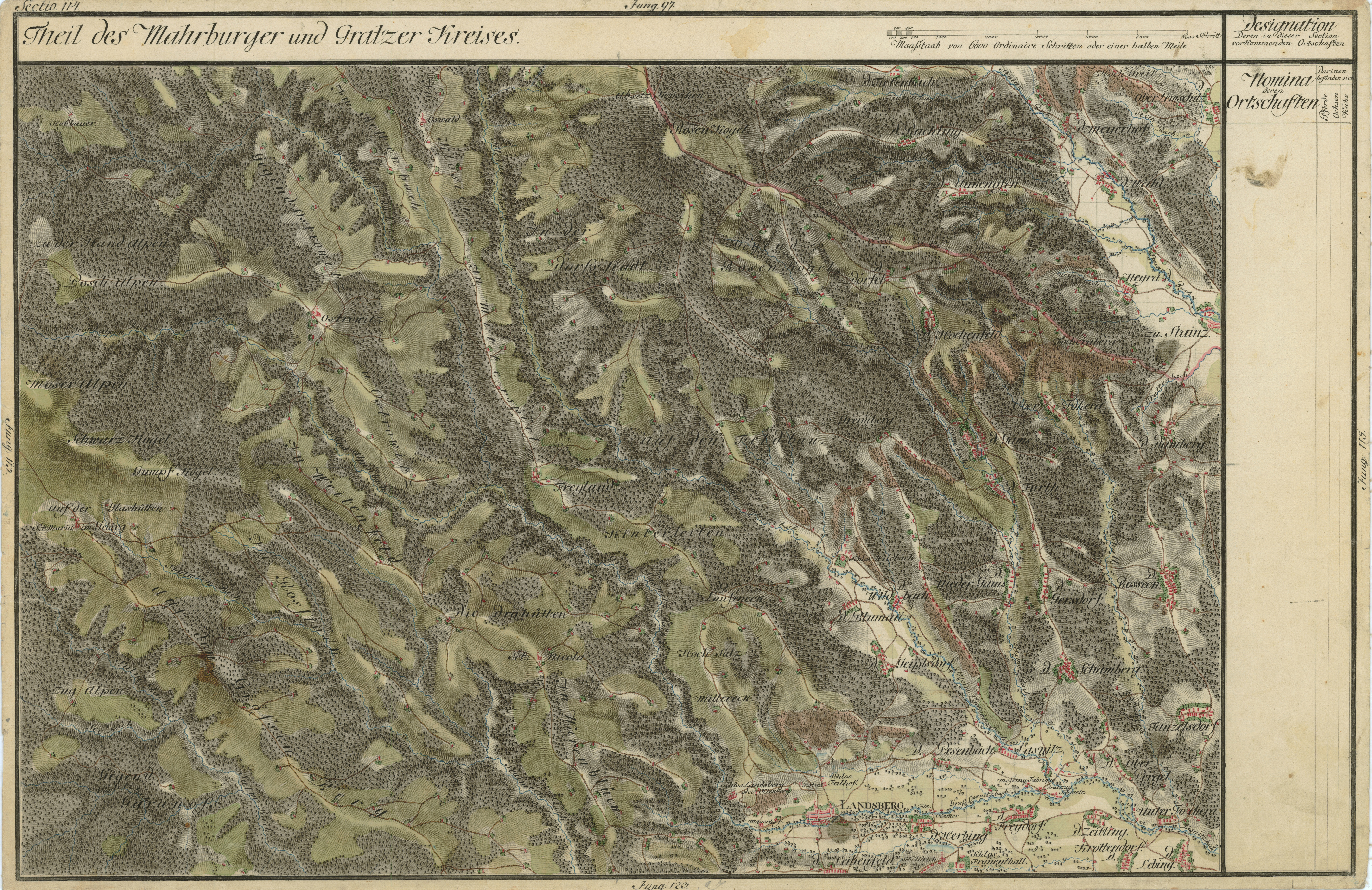
Marhof als Meyerhof im Stainztal
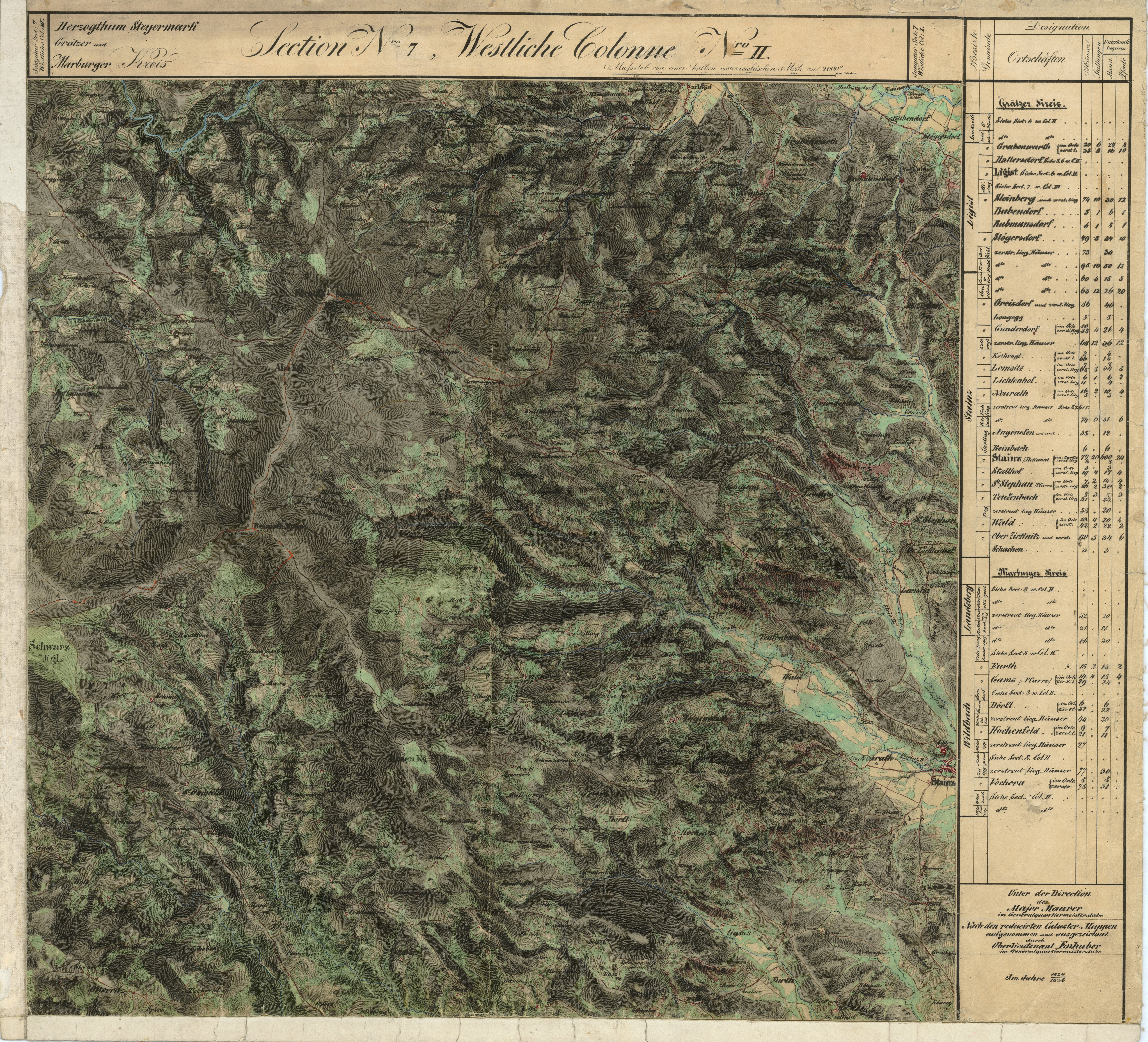
Marhof in der Franziszeischen Landesaufnahme, ca. 1835
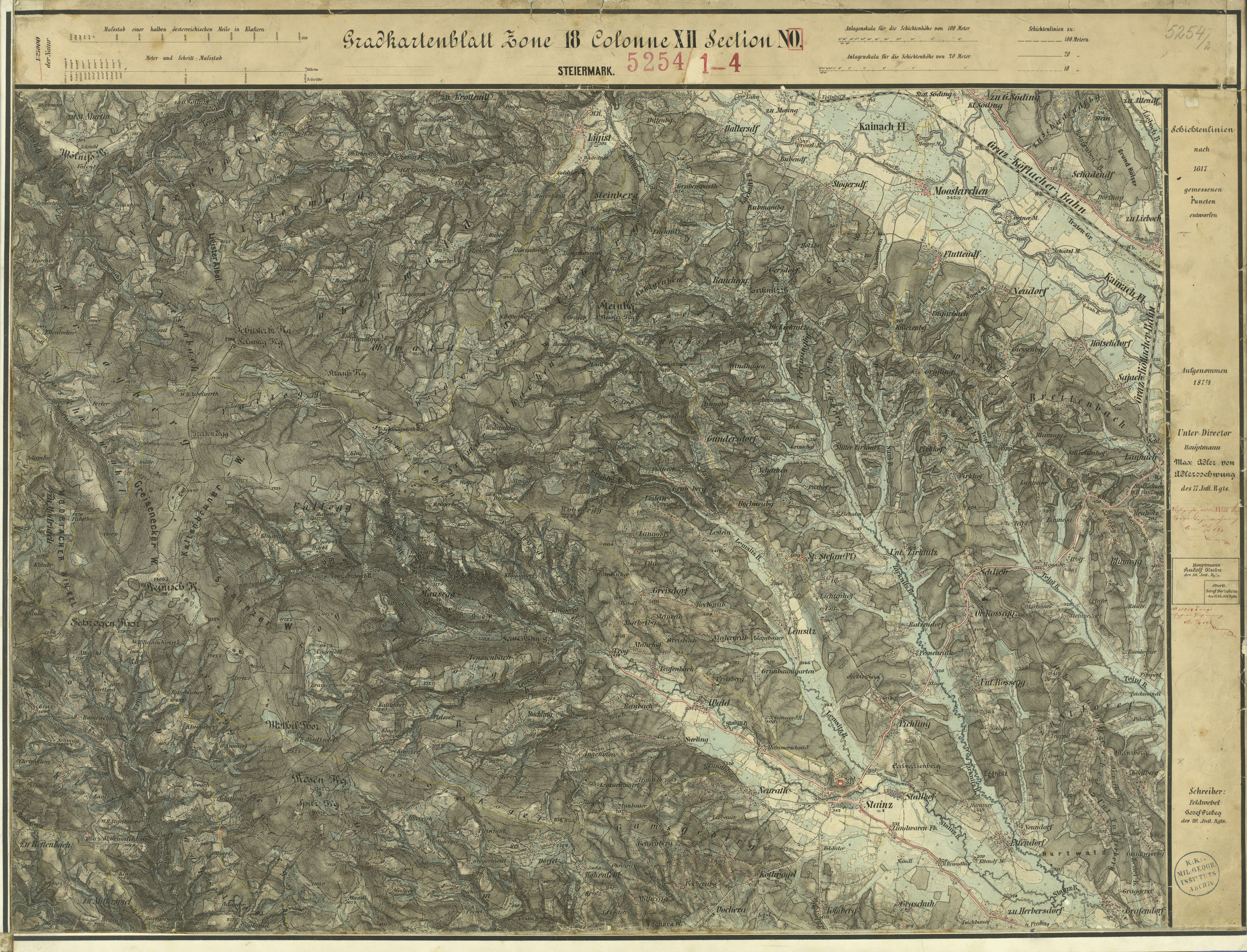
Marhof mit Stainz, dem Rosenkogel und dem Reinischkogel, Aufnahmeblatt 1:25.000 der franzisco-josephinischen Landesaufnahme, um 1878
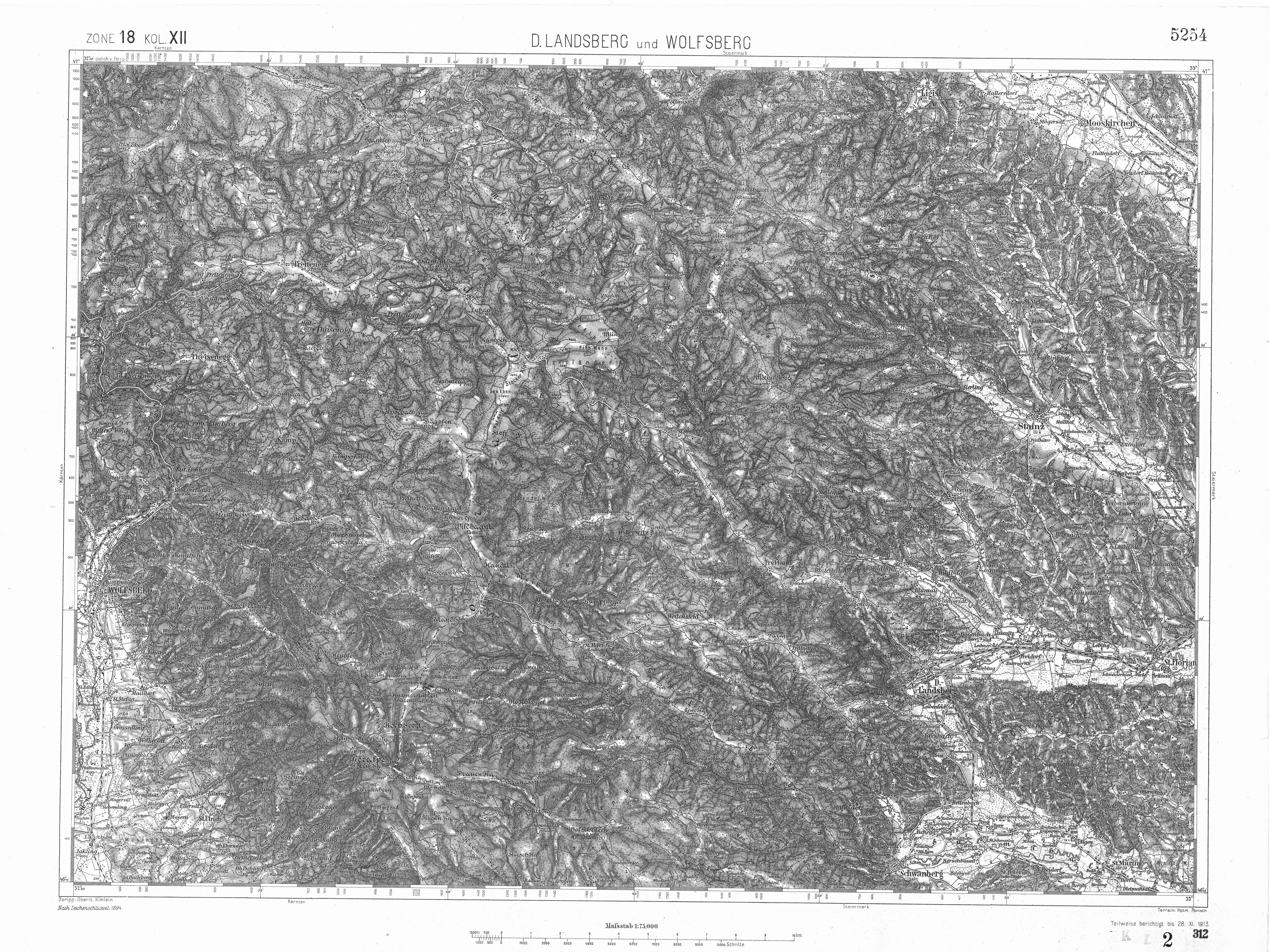
In der franzisco-josephinischen Landesaufnahme, ca. 1910